# Думанский, Ярослав Мирославович
Яросла́в Миросла́вович Дума́нский (4 августа 1959, Станислав — 22 июня 2021, Ивано-Франковск) — советский футболист, полузащитник. Мастер спорта (1978), мастер спорта СССР международного класса (1980).
Сын футболиста и тренера Мирослава Думанского. Есть старший брат Геннадий.

## Биография
Ярослав рос ребёнком, подверженным частым заболеваниям. Постепенно родители прививали у него любовь к физической культуре, записали в секцию плавания.
Футболом стал заниматься с 13 лет. Образцом для него был старший брат, на которого он равнялся в своём желании быть успешным в футболе. Постепенно он поднялся по всем ступеням ДЮСШ ивано-франковского «Спартака» и в 1976 году провёл свой первый матч в первой лиге первенства СССР по футболу. В одном из товарищеских матчей 1976 года против львовских «Карпат» ярко проявил себя, забил гол. В итоге получил приглашение во Львов от главного тренера «Карпат» Эрнеста Юста и перешёл в новую команду.
В 1977—1981 годах выступал в первой и высшей лиге за львовские «Карпаты», победитель первой лиги 1979 года в их составе.
По ходу сезона-1981 перешёл в киевское «Динамо», в составе которого стал чемпионом СССР в том же году, обладателем Кубка СССР 1982 и серебряным призёром чемпионата страны в 1982.
1 марта 1985 года провёл единственный матч (был на поле все 90 минут) в высшей лиге за московское «Динамо» против тбилисского «Динамо». Игра примечательна была ещё и тем, что оказалась единственной и для вратаря москвичей Виктора Дербунова.
В 1986 году играл в высшей лиге за харьковский «Металлист».
В 1987—1990 годах выступал за ивано-франковское «Прикарпатье» во второй и второй низшей лиге.
В составе советской сборной бронзовый призёр (1977) и победитель (1978) юниорского турнира УЕФА (европейского первенства), серебряный призёр молодёжного чемпионата мира (1979), победитель (1980) и  бронзовый призёр (1982) молодёжного чемпионата Европы.
С 5 медалями разного достоинства вместе с Ашотом Хачатряном является рекордсменом сборной по количеству медалей на юношеском и молодежном уровнях.
После завершения игровой карьеры стал тренером в футбольной школе.